# 104e régiment d'assaut aérien de la Garde
Pour les articles homonymes, voir 104e régiment.
Le 104e régiment d'assaut aérien de la Garde est une formation des troupes aéroportées russes qui fait partie de la 76e division d'assaut aéroporté de la Garde.

## Histoire
Le régiment est formé le 24 septembre 1948 à Valga, en RSSA de Carélie, sous le nom de 104e régiment de débarquement aéroporté de la Garde de la 21e division aéroportée de la Garde (en). En 1955, sa garnison est déplacée à Cherekha, dans l'oblast de Pskov. L'unité reçoit l'Ordre du Drapeau rouge en 1978. En 2014, le régiment est impliqué dans la guerre du Donbass. En 2022, le régiment participe à l'invasion russe de l'Ukraine. Le régiment subit de très lourdes pertes, dont au moins quatre commandants de bataillon. Le 7 juin 2022, la 80e brigade d'assaut aérien ukrainienne affirme avoir détruit le régiment lors d'une bataille sur une autoroute du Donbass. Le régiment est accusé d'avoir participé au massacre de Boutcha par les procureurs ukrainiens.